# Drago Ivanišević
Drago Ivanišević (Trst, 10. veljače 1907. – Zagreb, 1. lipnja 1981.) bio je hrvatski pjesnik, dramatik, prevoditelj, urednik i slikar, kazališni djelatnik. 
Pripada krugu najvećih imena hrvatske poezije u drugoj polovici 20. stoljeća i jedan je od prvih modernista u hrvatskoj književnosti između dvaju svjetskih ratova. Angažiran pjesnik i humanist, čovjek eruptivne životne snage i široke kulture prožete mediteranskim duhom, napajajući se ekspresionizmom i europskom avangardnom poezijom stvorio je mnogobrojne antologijske stihove, obilježene nadrealističkom i apokaliptičkom vizijom svijeta, jezičnim eksperimentima, začudnim analogijama i metaforama.

## Životopis
Drago Ivanišević rođen je u Trstu 1907. godine. Maturirao je u Splitu 1926. godine, a diplomirao francuski jezik, komparativnu povijest književnosti i jugoslavensku književnost na Filozofskom fakultetu u Beogradu 1930. godine. Studijski boravi u Rimu, Münchenu i Padovi, gdje je 1931. godine doktorirao tezom La fortuna di Dante nella letteratura serbocroata. Godine 1926. – 1927. asistirao je u režijama Branka Gavelle u Srpskom narodnom kazalištu u Beogradu. U Parizu boravi povremeno od 1926. godine te neprekidno u razdoblju od 1936. do 1938. godine. Gimnazijski je profesor u Zagrebu i Karlovcu 1933. – 1936. i 1938. – 1939., potom dramaturg HNK-a u Zagrebu 1939. – 1941. Osnivač je Glumačke škole HNK-a. Za Drugoga svjetskoga rata upravitelj je Centralne kazališne družine pri ZAVNOH-u, voditelj partizanske glumačke škole u Glini i ravnatelj drame Kazališta narodnoga oslobođenja Hrvatske. Ravnatelj je i nastavnik Zemaljske glumačke škole u Zagrebu 1945. – 1949., od 1950. godine docent, a od 1956. do 1959. godine izvanredni profesor na zagrebačkoj Akademiji za kazališnu umjetnost. Od umirovljenja, 1960., do 1963. godine bio je tajnik DHK-a, a 1965. – 1967. glavni urednik Nakladnog zavoda »Znanje«. 

## Književni rad
Surađivao je i objavljivao književne tekstove u nizu novina i časopisa. Uređivao je časopis Teatar (1955. – 1956). Pisao je eseje, novele i drame, ali najviše pjesme, posebno zanimljive na čakavštini.

## Djela
- Zemlja pod nogama (1940.), pjesme
- Kotarica stihova (1951.), pjesme za djecu
- Turica (1956.), pantomima
- Dnevnik (1957.), pjesme
- Ljubav u koroti (1958., 1960.), drama
- Mali ribar (1958.), stihovi
- Karte na stolu (1959.), novele
- Jubav (1960., 1975.), čakavske pjesme
- Srž (1961.), pjesme
- Poezija (1964., 1966.)
- Spliti (1966.), esej
- Igra bogova ili pustinje ljubavi (1967.), pjesme
- Glasine (1969.), pjesme
- Da sam ptica (1970, 1978.), pjesme za djecu
- Vrelo, vrelo bez prestanka (1970.), pjesme
- Od blata jabuka (1971.), pjesme
- Otok (Josipu Pupačiću u spomen) (1971.), stihovi
- Pismo Mrtvoj ljubavi ‘73 ili Feljton (1973.), poema
- Mali, ne maline (1973., 1975., 1979.), pjesme za djecu
- Historija (1974.), pjesme
- Ljubav (1977.), izabrane pjesme i gramofonska ploča s autorovim recitacijama
- Čovjek (1978.), pjesme/grafike (Ivan Lacković-Croata)
- Mnogi ja - Molteplice io (1979.), pjesme
- Čovjeku riječ (1980.), pjesme
- Druga sloboda (1981.), pjesme

Neke od njegovih njegovih čakavskih pjesama su uglazbljene.

## Spomen
- Plaketa Drago Ivanišević, jedno od priznanja Festivala dalmatinskih klapa u Omišu, dodjeljuje se autoru stihova[2]
- Reljef Drage Ivaniševića, autora Pere Jakšića postavljen je u Krilu Jesenicama, odakle potječe Ivaniševićeva obitelj[3]

## Vanjske poveznice
Mrežna mjesta
- Drago Ivanišević, Pamti na svojim usnama, (uredila Ana Horvat), Vergl, Zagreb, 2009. (24 str.)
- Drago Ivanišević, Parke, Latina et Graeca 17/1981.
- Mani Gotovac, Drago Ivanišević: Ljubav u koroti, drama, Dani Hvarskoga kazališta 1/1983. (HAW)
- Viktorija Franić Tomić, Prva hrvatska Antigona, Dani Hvarskoga kazališta 1/2008. (HAW)
- Miljenko Buljac, Čakavsko pjesništvo Drage Ivaniševića, Čakavska rič 1-2/2012.